# Summer Wars
Summer Wars (サマーウォーズ, Samā wōzu) est le cinquième long métrage d'animation de Mamoru Hosoda en tant que réalisateur. 
Le film se déroule en 2010. Kenji Koiso est un jeune lycéen passionné par les mathématiques. Il travaille l'été au service informatique d'Oz, un média social en ligne qui est une gigantesque communauté virtuelle mondiale dans laquelle entreprises et administrations possèdent des façades interactives. C'est alors que Natsuki lui demande de l'accompagner à Nagano pour la dépanner. Il se retrouve alors en pleine préparation de la fête d'anniversaire de la chef du clan Jinnouchi alors que Natsuki lui demande de jouer le rôle de petit ami auprès de sa famille. Pendant ce temps, Love Machine, une intelligence artificielle, pirate le système de sécurité d'Oz et attaque les utilisateurs puis les systèmes administratifs, causant un chaos mondial.
Après La Traversée du temps, ce film du studio Madhouse est sorti en salles au Japon pendant l'été 2009.
Initialement sans titre, il est annoncé en 2008 à la Tokyo International Anime Fair. Le film est diffusé en « première internationale » lors de sa nomination pour le Léopard d'or du Festival international du film de Locarno de 2009, et a gagné le prix 2010 de la Japan Academy comme meilleur dessin animé de l'année.
En France, le film est acquis par Kazé pour son exploitation et distribué dans les salles françaises par Eurozoom le 9 juin 2010. Il a été en sélection officielle au 34e festival international d'animation d'Annecy et en Allemagne au festival international du film de Berlin.

## Synopsis
Pendant l'été 2010, un jeune lycéen surdoué en mathématiques nommé Kenji Koiso se voit proposer par la jolie Natsuki Shinohara de l'accompagner pendant tout un week-end à une réunion de sa famille à l'occasion du quatre-vingt-dixième anniversaire de son arrière-grand-mère. Si elle justifie tout d'abord cette invitation par le fait que le nombre de participants à la fête nécessite de la main-d'œuvre supplémentaire pour son organisation, ce n'est qu'une fois arrivé dans la maison familiale du clan Jinnouchi située dans la province de Nagano (et donc, qu'il ne peut plus reculer) que Kenji apprend que son véritable travail est de se faire passer pour le petit-ami de Natsuki auprès de toute la famille de celle-ci, en particulier de son arrière-grand-mère, Sakae, dont l'état de santé inquiète ses proches et que Natsuki souhaite rendre fière. Pour cela, en plus de mentir sur ses liens amoureux avec le jeune homme, elle le prétend issu d'une vieille famille, étudiant à la prestigieuse Université de Tokyo et revenant d'un cursus scolaire en Amérique.
Parallèlement à la préparation de l'anniversaire, la famille reçoit une visite inattendue: celle de Wabisuke Jinnouchi, un enfant illégitime du mari de Sakae qui s'était enfui en Amérique avec sa part de l'héritage familial et n'avait plus donné de ses nouvelles depuis plus de 10 ans. Il est accueilli froidement et à contrecœur par le reste de la famille, à l'exception de Natsuki qui est particulièrement heureuse de le revoir et semble très proche de lui.
Alors que Kenji, d'un tempérament timide et solitaire, s'habitue tant bien que mal à la chaleureuse ambiance qui règne au sein de la grande famille Jinnouchi, il reçoit un soir un curieux E-mail anonyme sur son téléphone via OZ (un réseau social fictif multifonction reliant entre eux tous les citoyens du monde mais également toutes les entreprises et multinationales) contenant un long code composé de chiffres que Kenji croit être une énigme. Après de longs calculs, il parvient à trouver la phrase que cachait ce code et la renvoie à l'expéditeur. En réalité, ce message était un Spam contenant le code de confidentialité de la maintenance d'OZ. Le lendemain, Kenji apprend par les informations que le réseau OZ a été piraté pendant la nuit, ce qui cause d'importants dégâts à l'échelle internationale, le réseau étant ordinairement partiellement utilisé dans les métiers de la fonction publique. De plus, de nombreux comptes d'utilisateurs se retrouvent inaccessibles, comme c'est le cas pour celui de Kenji. Il comprend rapidement que le responsable de ce chaos n'est autre que lui-même et qu'il a piraté OZ par accident avec le mail reçu hier. Les autorités ayant facilement retrouvé sa trace, il est arrêté par un cousin de Natsuki exerçant la fonction de policier, et les recherches effectuées sur son compte permettent de dévoiler les mensonges de Natsuki à son sujet. On apprend dans le même temps que Natsuki était, jadis, amoureuse de son oncle Wabisuke; une révélation qui mécontente grandement les tantes de la jeune fille. 
Mais alors que Kenji est emmené au poste de police le plus proche (et se retrouve coincé dans des embouteillages, les cartes électroniques ayant été piratées par OZ), de nouvelles informations surviennent et révèlent que l'E-mail piégé a été envoyé à de nombreux autres utilisateurs la nuit dernière, que nombre d'entre eux ont réussi à trouver le code secret et que Kenji n'en fait pas partie car il a commis une faute de frappe dans la phrase finale qu'il a renvoyée. Cette information l'innocente donc et il est reconduit à la maison Jinnouchi où il tente d'affronter la personne à l'origine du Spam en résolvant de nombreuses lignes de codes erronés. Il est aidé dans cet objectif par le jeune Kasuma, un cousin de Natsuki champion de combat dans OZ où il est connu sous le pseudonyme King Kazma. De son côté, Sakae use de ses nombreuses relations pour inciter le pays à combattre la menace: elle encourage ses connaissances dans les métiers de la fonction publique comme les pompiers ou les infirmiers et pousse toutes les personnalités influentes du pays qu'elle connaît à prendre des mesures pour éviter que ce chaos ne provoque des morts. Ainsi, à la fin de la journée, la menace semble être vaincue, OZ fonctionne à nouveau normalement, les dégâts survenus dans le monde réels sont superficiels et toute la famille Jinnouchi salue les exploits informatiques de Kenji qui se voit pardonné et accepté dans la famille (en tant qu'ami de Natsuki et non plus en tant que petit-ami).
Cependant, un nouveau virus semble apparaître dans OZ, prenant la forme d'un immense guerrier nommé Love Machine capable d’aspirer les comptes des autres utilisateurs. Wabisuke révèle alors qu'il est à l'origine de ce virus et qu'il était originellement prévu pour être utilisé par l'armée américaine. Il dévoile également avoir utilisé sa part de l'héritage Jinnouchi pour réaliser ce projet, ce qui déclenche la colère de Sakae qui s'empare d'une longue lance et menace de le tuer. Wabisuke s'en va donc, laissant la famille désemparée. Plus tard, Sakae convoque Kenji pour une partie de Hanafuda au cours de laquelle elle impose un pari: si elle gagne, Kenji doit s'engager à prendre soin de Natsuki, bien qu'il n'ait pas réellement été son petit-ami. Kenji accepte mais perd la partie, au grand contentement de la grand-mère. La nuit suivante, cependant, cette dernière décède des suites de sa maladie. à cause des problèmes liés à OZ, les instruments médicaux censés donner l'alerte si son état de santé s'aggravait n'ont pas été suffisamment rapides. Dévastée, la famille accuse le coup avant de décider de la suite des évènements. Deux groupes se forment alors: les femmes souhaitent donner la priorité à l'organisation des funérailles tandis que les hommes veulent en premier lieu abattre l'IA Love Machine. Dans le même temps, Wabisuke, averti du drame par Natsuki, revient en catastrophe présenter ses excuses et ses hommages à sa mère adoptive et décide de rester pour aider à combattre l'IA qu'il a aidé à créer.
Le plan que propose Kenji est de défier Love Machine lors d'un combat virtuel qui l'opposera à Kasuma. Toute la famille se débrouille pour lui apporter le meilleur équipement informatique possible afin d'optimiser ses chances. Mais malgré cette préparation, Love Machine sort gagnant de l'affrontement et engloutit le compte King Kazma. Natsuki défie alors à son tour l'IA dans une partie virtuelle d'Hanafuda. Comme l'a fait Sakae auparavant, elle exige une mise qui prendra la forme de comptes de joueurs. à mesure que Natsuki gagne les parties de Hanafuda, elle remporte de plus en plus de comptes que Love Machine avait piratés. Bien qu'elle ne puisse proposer qu'une faible mise au départ (car elle ne possède que les comptes des membres de sa famille), des millions d'utilisateurs venant du monde entier lui prêtent leurs comptes afin qu'elle puisse vaincre l'IA. Elle parvient donc à récupérer la totalité des comptes et à détruire une bonne fois pour toutes Love Machine. 
Mais le dernier piratage de ce virus modifie la trajectoire retour d'un immense satellite afin de le faire retomber sur la maison Jinnouchi. Kenji sauve la situation juste à temps en modifiant des lignes de codes à une vitesse telle qu'il en saigne du nez. Le satellite s'écrase finalement juste à côté de la maison, évitant une tragédie.
Le film se termine sur l'enterrement de Sakae Jinnouchi. Les funérailles s'effectuent dans la bonne humeur, et l'on profite également de l'occasion pour fêter son 90ème anniversaire. Natsuki se rend compte qu'elle est sans doute bel et bien tombée amoureuse de Kenji et sa famille leur donne alors leur bénédiction.

## Personnages

### Personnages principaux
- Kenji Koiso (小磯 健二, Koiso Kenji?)

Lycéen de 17 ans, peu doué pour les relations sociales et très doué en mathématique. Il a raté de peu la place de représentant du Japon aux olympiades de mathématiques.
- Natsuki Shinohara (篠原 夏希, Shinohara Natsuki?)

Cette jeune fille a promis à sa grand-mère de lui présenter son fiancé pour ses 90 ans. Désespérée de ne pas en trouver, elle demande donc à Kenji de se faire passer pour celui-ci.
- Ikezawa Kazuma (池沢 佳主馬, Ikezawa Kazuma?)

Ce cousin de Natsuki est passionné par les combats et la victoire, qui lui permettent de sortir de sa timidité. Son avatar, King Kazma, est mondialement connu pour ses compétences au combat. Il sera d'une grande aide à Kenji dans sa guerre contre Love Machine.
- Wabisuke Jinnouchi (陣内 侘助, Jinnouchi Wabisuke?)
- Love Machine

Cette intelligence artificielle a réussi à pirater le système d'Oz, pourtant réputé inviolable, et provoque de considérables perturbations dans le monde d'Oz, ce qui affecte grandement le monde réel. À noter que Love Machine est un titre des Morning Musume, groupe d'Idol très connu au Japon. Dans le film en VO, elles sont appelées "Momusu" qui est une contraction très usitée.
- Takashi Sakuma (佐久間 敬, Sakuma Takashi?)

### Le clan Jinnouchi
Ce clan très ancien, implanté dans la province de Nagano, était autrefois composé de grands guerriers, mais par la suite il fit fortune grâce au commerce de la soie pendant l’ère Meiji, jusqu'à ce que le grand-père de Natsuki finisse par tout dépenser. Tout le monde se connaît dans cette grande famille composée de gens aux caractères et métiers très variés (pêcheur, policier, joueur de baseball, informaticien, espion…). Pendant le film, ils se réunissent pour célébrer le 90e anniversaire de la chef de famille.
- Sakae Jinnouchi (陣内 栄, Jinnouchi Sakae?)
- Yukiko Shinohara (篠原 雪子, Shinohara Yukiko?)
- Kazuo Shinohara (篠原 和雄, Shinohara Kazuo?)
- Mariko Jinnouchi (陣内 万理子, Jinnouchi Mariko?)
- Riichi Jinnouchi (陣内 理一, Jinnouchi Riichi?)
- Rika Jinnouchi (陣内 理香, Jinnouchi Rika?)
- Mansuke Jinnouchi (陣内 万助, Jinnouchi Mansuke?)
- Tasuke Jinnouchi (陣内 太助, Jinnouchi Tasuke?)
- Naomi Miwa (三輪 直美, Miwa Naomi?)
- Mansaku Jinnouchi (陣内 万作, Jinnouchi Mansaku?)
- Yorihiko Jinnouchi (陣内 頼彦, Jinnouchi Yorihiko?)
- Kunihiko Jinnouchi (陣内 邦彦, Jinnouchi Kunihiko?)
- Katsuhiko Jinnouchi (陣内 克彦, Jinnouchi Katsuhiko?)
- Noriko Jinnouchi (陣内 典子, Jinnouchi Noriko?)
- Nana Jinnouchi (陣内 奈々, Jinnouchi Nana?)
- Yumi Jinnouchi (陣内 由美, Jinnouchi Yumi?)
- Ryohei Jinnouchi (陣内 了平, Jinnouchi Ryōhei?)
- Yuhei Jinnouchi (陣内 祐平, Jinnouchi Yūhei?)
- Shingo Jinnouchi (陣内 真悟, Jinnouchi Shingo?)
- Mao Jinnouchi (陣内 真緒, Jinnouchi Mao?)
- Kana Jinnouchi (陣内 加奈, Jinnouchi Kana?)

## Box-office
Au Japon, Summer Wars se classait 7e au box-office, avec un total de 1 338 772 dollars américains sur 127 écrans pendant son week-end d'ouverture, et finissant avec un total de 17 425 019 dollars. En Corée du Sud, le film a fait ses débuts à la 8 place et a gagné l'équivalent de 369 156 $US sur 118 écrans avec un total brut de 783 850 $. À Singapour, le film a ouvert à la 17e place et a gagné l'équivalent de 14 660 $US sur 3 écrans, et plus tard a terminé sa course avec un total de 29 785 $. En juin 2010, le film a atteint 18 353 560 $ brut dans le monde entier. Pendant la sortie limitée du film aux États-Unis, il a produit 1 412 $ et a ouvert la 76e place au box-office lors de son premier week-end, concluant plus tard sa course avec un total de 80 678 $.

## Fiche technique
- Réalisation : Mamoru Hosoda
- Scénario : Satoko Okudera

Logo japonais du film

- Création des personnages : Yoshiyuki Sadamoto
- Direction artistique : Youji Takeshige
- Animation : Studio Madhouse
- Musique : Akihiko Matsumoto
- Licencié en France par : Kazé
- Durée : 114 minutes
- Dates de sortie : 
  - Japon : 1er août 2009
  - France : 9 juin 2010

## Distribution

### Voix originales
- Ryunosuke Kamiki : Kenji Koiso
- Mitsuki Tanimura : Ikezawa Kazuma
- Sumiko Fuji : Sakae Jinnouchi
- Ayumu Saitô : Wabisuke Jinnouchi
- Nanami Sakuraba : Natsuki Shinohara
- Takahiro Yokokawa : Sakuma Takashi
- Yoji Tanaka : Yorihiko
- Riisa Naka : Yumi Jinnouchi

### Voix françaises
- Yoann Sover : Kenji Koiso
- Olivier Podesta : Ikezawa Kazuma
- Françoise Pavy : Sakae Jinnouchi
- Fabrice Josso : Wabisuke Jinnouchi
- Charlyne Pestel : Natsuki Shinohara
- Fabrice Fara : Sakuma Takashi
- Pauline de Meurville : Yorihiko, Noriko
- Arthur Pestel : Shôta
- Frédéric Norbert : Mansuke
- Diane Pierens : Mariko
- Chloé Stefani : Naomi
- Charlotte Daniel : Yumi
- Thibault Dudin : Tasuke
- Cécile Marmorat : Rika
- Marie Gamory : Kiyomi
- Jean-François Aupied : Kazuo
- Sam Salhi : Richii
- Mathieu Buscatto : Commentateur sportif

## Musiques de film

### Bande originale
Akihiko Matsumoto a composé la musique de Summer Wars. la bande originale, intitulée Summer Wars Original Soundtrack (「サマーウォーズ」 オリジナル・サウンドトラック, Samā Wōzu Orijinaru Saundotorakku), est sortie chez VAP le 9 juillet 2009. Elle est restée dans le classement Oricon pendant quatre semaines et est arrivée à la 112e place.
Toutes les chansons sont écrites et composées par Akihiko Matsumoto.
| Summer Wars Original Soundtrack | Summer Wars Original Soundtrack                                             | Summer Wars Original Soundtrack | Summer Wars Original Soundtrack | Summer Wars Original Soundtrack | Summer Wars Original Soundtrack | Summer Wars Original Soundtrack | Summer Wars Original Soundtrack | Summer Wars Original Soundtrack | Summer Wars Original Soundtrack |
| No                              | Titre                                                                       | Durée                           |                                 |                                 |                                 |                                 |                                 |                                 |                                 |
| ------------------------------- | --------------------------------------------------------------------------- | ------------------------------- | ------------------------------- | ------------------------------- | ------------------------------- | ------------------------------- | ------------------------------- | ------------------------------- | ------------------------------- |
| 1.                              | Oz, la ville virtuelle (仮想都市OZ, Kasō Toshi Ozu)                         | 2:53                            |                                 |                                 |                                 |                                 |                                 |                                 |                                 |
| 2.                              | Ouverture de Summer Wars                                                    | 4:41                            |                                 |                                 |                                 |                                 |                                 |                                 |                                 |
| 3.                              | La famille Jinnouchi (陣内家, Jinnouchi-ke)                                 | 1:39                            |                                 |                                 |                                 |                                 |                                 |                                 |                                 |
| 4.                              | Wabisuke (侘助)                                                             | 1:18                            |                                 |                                 |                                 |                                 |                                 |                                 |                                 |
| 5.                              | 2056                                                                        | 1:06                            |                                 |                                 |                                 |                                 |                                 |                                 |                                 |
| 6.                              | Pleasure Criminal (愉快犯, Yukaihan)                                        | 5:19                            |                                 |                                 |                                 |                                 |                                 |                                 |                                 |
| 7.                              | King Kazma                                                                  | 3:07                            |                                 |                                 |                                 |                                 |                                 |                                 |                                 |
| 8.                              | Kenji (健二)                                                                | 1:02                            |                                 |                                 |                                 |                                 |                                 |                                 |                                 |
| 9.                              | Sakae en action (栄の活躍, Sakae no Katsuyaku)                              | 3:09                            |                                 |                                 |                                 |                                 |                                 |                                 |                                 |
| 10.                             | Solidarité de la famille Jinnouchi (陣内家の団結, Jinnouchi-ke no Danketsu) | 5:38                            |                                 |                                 |                                 |                                 |                                 |                                 |                                 |
| 11.                             | Battle Again (戦闘ふたたび, Sentō Futatabi)                                 | 3:29                            |                                 |                                 |                                 |                                 |                                 |                                 |                                 |
| 12.                             | Collapse (崩壊, Hōkai)                                                      | 1:42                            |                                 |                                 |                                 |                                 |                                 |                                 |                                 |
| 13.                             | Tegami (手紙, Letter)                                                       | 3:30                            |                                 |                                 |                                 |                                 |                                 |                                 |                                 |
| 14.                             | Everyone's Courage (みんなの勇気, Minna no Yūki)                            | 1:34                            |                                 |                                 |                                 |                                 |                                 |                                 |                                 |
| 15.                             | 150 Million Miracles (1億5千万の奇跡, Ichi Oku Go Senman no Kiseki)         | 3:34                            |                                 |                                 |                                 |                                 |                                 |                                 |                                 |
| 16.                             | The Final Crisis (最後の危機, Saigo no Kiki)                                | 1:14                            |                                 |                                 |                                 |                                 |                                 |                                 |                                 |
| 17.                             | The Summer Wars                                                             | 1:53                            |                                 |                                 |                                 |                                 |                                 |                                 |                                 |
| 18.                             | Happy End                                                                   | 2:17                            |                                 |                                 |                                 |                                 |                                 |                                 |                                 |
| 49:07                           |                                                                             |                                 |                                 |                                 |                                 |                                 |                                 |                                 |                                 |

## Distinctions
- 2009 :
  - Prix du meilleur long-métrage d’animation du Festival international du film de Catalogne (Espagne)[4]
  - Festival international du film de Locarno (Suisse)
  - 23e festival international du film de Leeds[5] (Royaume-Uni)
  - En compétition au Festival international du film de Dubaï[6]
  - Japan’s Ministry of Economy, Trade and Industry award for new media[réf. nécessaire]
  - En compétition au Festival international du film de Hong Kong[réf. souhaitée]
  - En compétition au Asia Pacific Screen Awards
- 2010 :
  - En sélection officielle au 34e festival international d'animation d'Annecy (France)
  - En compétition au Festival international du film de Berlin dans la catégorie Generation 14Plus[7] (Allemagne)
  - Grand Prix de l'animation lors des prix du film Mainichi[8] (Japon)
  - Awards of the Japanese Academy : prix du meilleur film d'animation (Japon)
- 2011 :
  - Il est sélectionné (avec Paprika) parmi les deux films d'animation au 17e Festival international des cinémas d'Asie de Vesoul

## L'univers deSummer Wars

### Oz, le réseau social mondial
Oz dispose d'un système de sécurité de pointe, en effet celui-ci est protégé par un code à 2056 chiffres.
On accède à Oz via tout appareil ayant un écran et branché à Internet (télévision, ordinateur, console de jeu vidéo, téléphone mobile…), il faut aussi se créer un avatar, personnalisable.
Sur Oz, il est possible de :
- communiquer : grâce à un système très performant, les messages envoyés par les internautes sont retranscrits dans toutes les langues : on peut donc communiquer aisément avec des gens du monde entier.
- se détendre : on peut pratiquer virtuellement le sport ou l'activité de son choix.
- combattre : certaines zones sont prévues pour que les avatars puissent se battre, ou tout simplement affronter une IA spécialement créée pour cela.
- apprendre : il est également possible de suivre des cours, et ce peu importe l'endroit où se trouve le professeur.
- acheter et consommer : la majorité des marques existent également sur Oz. Il est possible de faire du shopping sans sortir de chez soi.
- travailler : il existe une zone de bureau où l'on peut travailler ou faire des affaires, des milliers d'entreprises y ont déjà bâti une succursale.
- faire des formalités administratives : la plupart des administrations et antennes gouvernementales peuvent être contactées. Par exemple, les impôts peuvent être directement payés dans Oz.

## Analyse de l'œuvre

### Tradition et modernité
Ce film mélange une vision de la campagne japonaise et la technologie moderne, dont Internet.
Le hanafuda est un jeu de cartes japonais traditionnel, jeu favori du clan Jinnouchi. Il est un élément important dans la partie du film qui se passe dans Oz lors du combat entre les humains et Love Machine. La société Index a sorti au Japon en avril 2010 sur les iPhone une application hanafuda tirée de la licence Summer Wars (Summer Wars Hanafuda iPhone Koi-Koi: サマーウォーズ｣iPhoneアプリ～花札KOIKOI).
Le titre du film fait référence aux guerres féodales dont l'oncle patron-pêcheur ne cesse de rappeler les épisodes glorieux, ce qui inspire l'effort commun.

### Réception du public
- Un grand succès au Japon avec 1 237 846 entrées enregistrées pour la période du 1er août au 4 décembre 2009[9].
- Avant-première en France en présence du réalisateur, le 23 février 2010 à l'UGC Ciné Cité Les Halles de Paris[10].

## Produits dérivés
- Application iPhone
- Figurines
- Natsuki version Pinky Street
- Artbooks
- BO
- Posters

### Manga
- Summer Wars, le manga tiré du film, en 3 volumes, dessins de Iqura Sugimoto basé sur le travail de Yoshiyuki Sadamoto[11].
- Summer Wars - King Kazma vs. Queen Oz, en deux tomes, de Yumehito Ueda[12]
- Anthologie de Summer Wars : plusieurs artistes ont réalisé des histoires courtes[13].

### Light novel
- Crisis of Oz de Tsukasa Tsuchiya.